# フォッカー S.11
フォッカー S.11
- 用途：練習機
- 製造者：フォッカー
- 運用者：オランダ空軍
- 初飛行：1947年12月18日

フォッカー S.11（Fokker S-11 Instructor）は、オランダのフォッカー社で設計、製造された単発複座の練習機である。

## 歴史
第二次世界大戦後にフォッカー社が最初に手がけた仕事は、パイロットの初等訓練に使用する新しい軍用機S.11の設計であった。ある航空機の販売業者は、この機体の生産が始まる以前の1946年に既に100機を発注していた。試作初号機は1947年12月18日にスキポールで初飛行を行い、テスト中の1948年初めに操縦性改善のために幾らかの空力的な改良が必要なことが分かった。その年の遅くに数カ国の空軍に対してデモンストレーション飛行が実施され、結局多数のS.11がオランダ空軍、イスラエル空軍、イタリア空軍、ブラジル空軍、ポルトガル空軍、ボリビア空軍へ販売された。現在でも数多くのS.11が飛行している。この機体を保存することを目的としたオランダの組織「フォッカー・フォー」（Fokker Four）は5機のS.11を保有しており、その他の飛行可能な機体と共に航空ショーで展示飛行を披露している。ブラジルでもフォッカー社の現地支社がS.11を生産し、S.12の名称で降着装置を首車輪式に改装した型も生産された。

## 運用
ブラジル
- ブラジル空軍　1960年代に100機を運用。

 ボリビア
- ボリビア空軍　1970年代に8機を運用。

 イスラエル
- イスラエル空軍　1951年から1957年まで41機を運用。

 イタリア
- イタリア空軍

 オランダ
- オランダ空軍
- オランダ海軍 - オランダ海軍航空隊

 パラグアイ
- パラグアイ空軍　1972年から1978年まで8機を運用。

## 要目
(S-11)Jane's All The World's Aircraft 1953–54.
- 乗員：2/3名
- 全長：8.18 m (26 ft 8 in)
- 全幅：11.0 m (36 ft 1 in)
- 全高：2.22 m (7 ft 5 in)
- 翼面積：18.5 m² (199 ft²)
- 空虚重量：810 kg (1,784 lb)
- 全備重量：1,100 kg (2,426 lb)
- エンジン：1 × ライカミング O-435A、142 kW (190 hp)
- 最大速度：209 km/h (113 knots, 130 mph)
- 巡航速度：164 km/h (89 knots, 102 mph)
- 巡航高度：3,850 m (12,600 ft)
- 航続距離：628 km (339 nmi, 390 mi[2])
- 上昇率：1,000 m (3,300 ft) まで5.6分